# La Maison de la place Troubnaïa

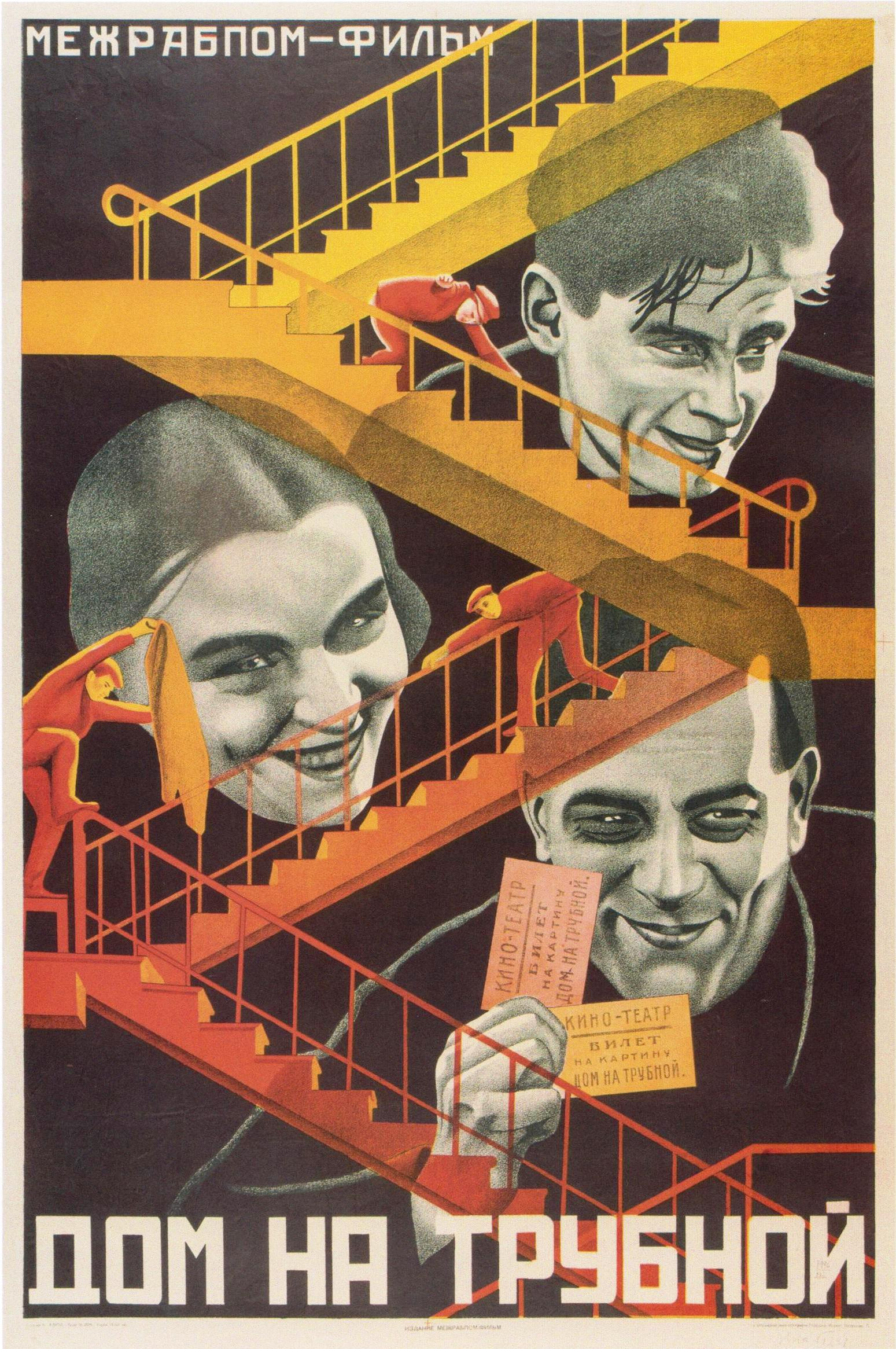
Affiche du film.

La Maison de la place Troubnaïa (en russe : Дом на Трубной, Dom na Trubnoy) est un film soviétique muet, réalisé par Boris Barnet et sorti en 1928.

## Synopsis
Dans une maison petite-bourgeoise, le coiffeur Golikov et son épouse engagent une femme de ménage d'origine paysanne, Paracha Pitounova. Ils l'exploitent sans retenue, profitant de sa timidité et de son inexpérience. Les rapports entre Paracha et le couple Golikov se modifient lorsque ceux-ci et les autres locataires la croient élue au Conseil de la ville de Moscou. En réalité, ce n'est pas d'elle qu'il s'agit, mais d'une autre personne au patronyme et au prénom identiques. La jeune fille est alors chassée mais le syndicat prend sa défense. Ses employeurs seront sévèrement jugés.

## Fiche technique
- Titre : La Maison de la place Troubnaïa
- Titre original : Дом на Трубной
- Production : Mezhrabpom-Rus
- Réalisation : Boris Barnet
- Scénario : Anatoli Marienhof, Vadim Cherchenevitch, Victor Chklovski, Nikolaï Erdman, Bella Zoritch
- Photographie : Evgeni Alexéev
- Format : Noir et blanc
- Décors : Sergueï Kozlovski
- Son : Film muet
- Durée : environ 65 minutes (1 757 m)
- Pays d'origine :  Union soviétique
- Dates de sortie : 4 octobre 1928

## Distribution
- Vera Maretskaïa : Paracha Pitounova
- Vladimir Fogel : le coiffeur Golikov
- Elena Tyapkina : Madame Golikova
- Vladimir Batalov : le chauffeur
- Sergueï Komarov : Liadov, l'habitant du sixième